# Kloster Mönchberg
Das Kloster St. Michael in Mönchberg ist ein ehemaliges Benediktinerkloster im Herrenberger Ortsteil Mönchberg, das in der Mitte des 12. Jahrhunderts entstand und bis zur Reformation um 1535 existierte.
Das Kloster wurde auf Ländereien des Klosters Hirsau auf dem Anfang des 12. Jahrhunderts für den Weinbau gerodeten Schönbuchhang errichtet. Schon nach kurzer Zeit entwickelte es sich zum Verwaltungszentrum der so genannten „Gültsteiner Pflege“, das von Pröpsten aus dem Hirsauer Konvent geleitet wurde. Es entstand eine stattliche Anlage, die Mitte des 15. Jahrhunderts als monasterium sancti Michahelis in Münchberg bezeichnet wurde. Im 16. Jahrhundert wurde es sogar als Burg bezeichnet. Im Jahr 1491 wurde mit der Erlaubnis des Konstanzer Generalvikars der Neubau einer Kapelle errichtet, wobei der alte romanische Chorturm erhalten blieb. Kurz darauf entstanden auch die Neubauten anderer Gebäude, vor allem des eigentlichen Mönchshauses, in dessen Saal im Jahr 1532 Fresken mit biblischen Szenen angebracht wurden.
Wenige Jahre später fiel der Besitz um 1535 gemeinsam mit Hirsau an Württemberg. 